# Tånglake
Tånglake eller ålkusa (Zoarces viviparus) är en fiskart i familjen tånglakefiskar som tillhör ordningen abborrartade fiskar.

## Taxonomi
Tånglaken är den enda europeiska arten av släktet Zoarces, som för övrigt omfattar tre arter till från Asien  och Nordamerika. 

## Utseende
Tånglaken har en lång, ålliknande kropp med ett trubbigt huvud och rygg- stjärt- och analfenor som är sammanhängande och bildar en enda fena (dock med ett hack långt bak på ryggfenan). Närvaro av färgämnet biliverdin gör att tånglakens ben liksom näbbgäddans är gröna. Kroppsfärgen är variabel. Arten har kraftiga läppar. Den kan bli upp till 50 cm lång och nå en vikt på 0,6 kg.

## Vanor
Arten är en bottenfisk som föredrar blandbottnar i tång- och algbältet nära stränderna. På mjuka bottnar kan den emellertid gå ner till 40 meters djup. Födan består av mindre djur som kräftdjur, snäckor, fjädermygglarver samt fiskägg och -yngel.

### Fortplantning
Tånglaken föder levande ungar, det vill säga äggen kläcks och ungarna utvecklas inom moderns kropp. Fortplantningen sker under vintern, och under den följande sommaren föder honan upp till 300 bottenlevande ungar.

## Utbredning
Utbredningsområdet sträcker sig från Engelska kanalen vid Sommes utlopp längs Storbritanniens östkust och Irländska sjön till Shetlandsöarna, Nordsjön och Östersjön samt längs Norges kust till Barents hav och Vita havet. Den är vanlig längs hela Sveriges kust från Bohuslän till Norrbotten och i Finland upp till Simo i Lappland.

## Sportfiske
Arten räknas kanske inte till de mer uppskattade sportfiskarna, men trots det bedrivs det lite riktat fiske efter denna art av så kallade specimenfiskare. Det svenska rekordet innehas av Anders Sonesson från Kvidinge; hans rekordexemplar vägde 332 gram och var 41 centimeter långt. Fisken fångades i Helsingborg.